# Derivació d'artèria coronària

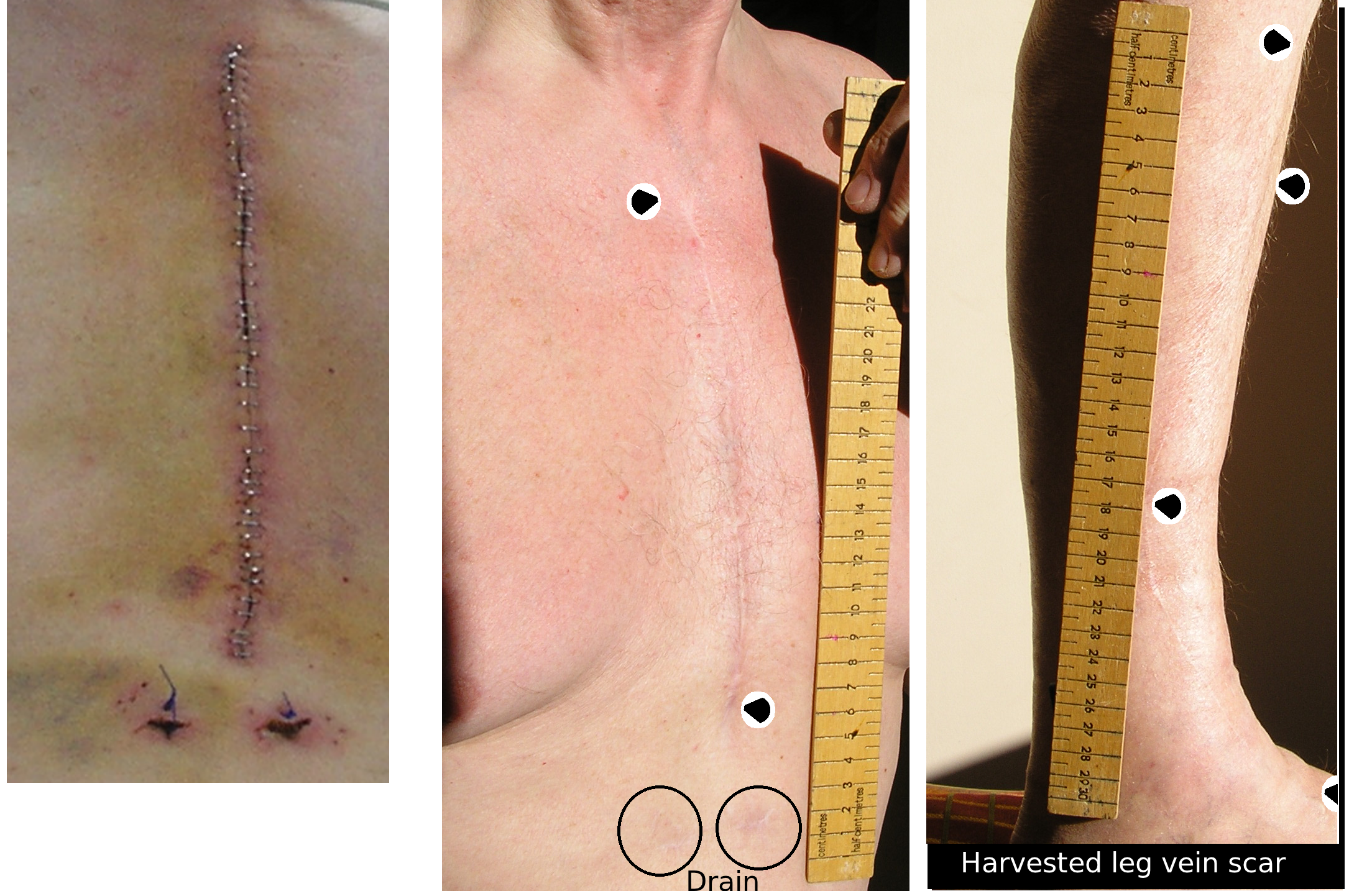
Pacient de derivació coronària amb una cicatriu residual gairebé invisible

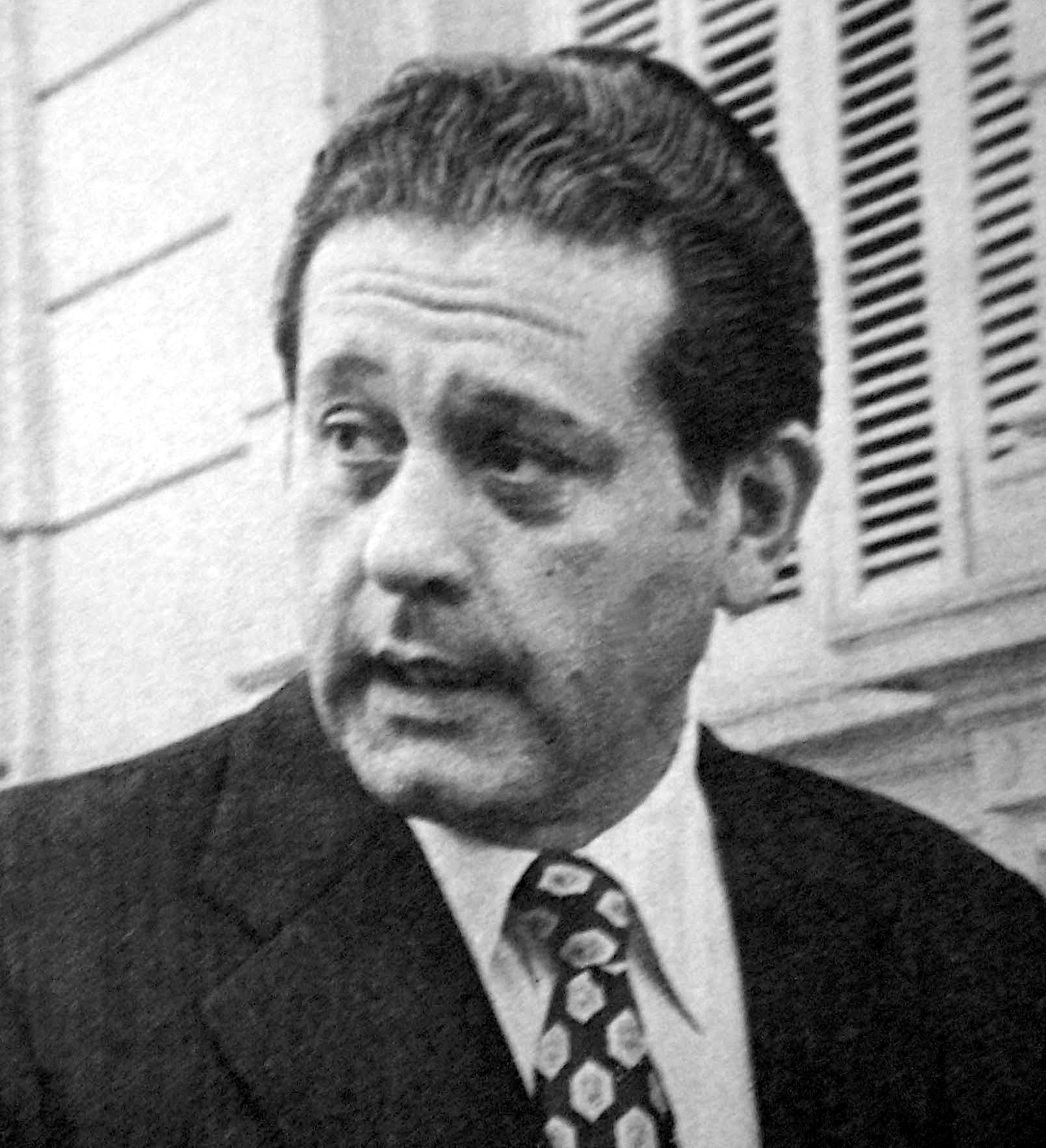
René Favaloro, cirurgià argentí.

La derivació d'artèria coronària (en anglès coronary artery bypass surgery, d'aquí que se la conegui amb l'anglicisme de bypass coronari) és la derivació vascular o revascularització al cor usada per tractament d'obstruccions en la seva irritació o artèries coronàries generalment per ateromes, mitjançant la qual es pren una part d'una altra vena o artèria corporal, un extrem s'uneix a l'artèria aorta per aconseguir aportació de sang i l'altre al sector coronari que es troba més enllà de l'obstrucció. És la cirurgia de derivació vascular més usada.
La tècnica va ser perfeccionada anys després pel cirurgià argentí Dr René Favaloro. La cirurgia de desviació coronària o de revascularització miocardíaca va revolucionar el tractament de les complicacions o efectes de la ateroesclerosi coronària.

## Etapes d'una derivació coronària
Generalment el procés té les següents etapes però el metge pot prendre o recomanar mesures diferents en cada cas particular:

### Símptomes i diagnòstic
El símptoma més comú de l'ateroesclerosi coronària és l'angina de pit. Quan es presenta en forma gradual, li permet al cardiòleg sol·licitar un estudi de medicina nuclear, anomenat SPECT. Mitjançant aquest estudi es pot observar l'extensió i gravetat de la malaltia.
El diagnòstic precís de la malaltia ho brinda el cateterisme o cinecoronarioangiografia. Mitjançant aquest estudi es pot precisar la localització, la quantitat i el tipus d'obstruccions i definir el tipus de tractament que se seguirà.

### La indicació de la cirurgia
Es recomana la cirurgia de derivació per als següents casos:
- Obstrucció del tronc de l'artèria coronària esquerra.
- Obstrucció proximal de dues o tres artèries epicàrdiques (coronària dreta, circumflexa o descendent anterior).
- Obstrucció proximal de la descendent anterior en la qual és impossible realitzar una angioplàstia coronària.

### El prequirúrgic
Abans de la cirurgia se'ls fa als pacients un examen físic que permet detectar malalties coexistents. També es realitzen estudis per prevenir complicacions i planificar una estratègia en particular en cas de posseir el pacient una malaltia concomitant:
- Hemograma, hepatograma, urea, creatinina, ionograma, glucèmia, colesterol total, anàlisi d'orina.
- Serologia.
- Estudis serològics per VIH, Hepatitis B i C, malaltia de Chagas, brucel·losi.
- Grup i factor RH.
- Radiografia de tòrax.
- Preparació terapèutica prèvia al tractament mitjançant contra-pulsació externa (ECP) si no existeix contraindicació.
- Estudis de funció pulmonar i avaluació pneumològica en pacients amb antecedents respiratoris.
- Interconsulta amb psicopatologia.
- Estudis dels gots del coll amb eco-Doppler en pacients majors de 60 anys.

### L'internament
En cas de tractar d'una cirurgia programada, l'internament es realitza el dia previ a la cirurgia. El pacient és avaluat novament i l'anestesiòleg l'informarà sobre l'anestèsia i la sedació prèvia al procediment.

### L'anestèsia
Els medicaments que s'empren en l'actualitat en l'anestèsia són segurs i coneguts i tenen menys efectes secundaris que en el passat. Gràcies al desenvolupament de la electromedicina ha millorat el control que es té del pacient. Durant la cirurgia, l'anestesiòleg vigilarà constantment els signes vitals així com la profunditat anestèsica.

### Obtenció de conductes
Les desviacions o ponts es realitzen amb conductes, ja siguin arterials o venosos, sobre la lesió coronària.
L'artèria més utilitzada és la mamària interna. Aquesta artèria es troba al tòrax, prop del cor i no posseeix una funció vital. A més, per causes desconegudes, aquesta artèria rares vegades és afectada per l'ateroesclerosi. Aquesta artèria pot ser disseccionada i connectada a l'artèria coronària obstruïda. Generalment es connecta al lloc sa de l'artèria descendent anterior per saltar l'obstrucció.
També s'utilitza l'artèria radial, que s'extreu del braç, sense deixar cap seqüela i és connectada a altres artèries. Els conductes venosos s'obtenen habitualment de la vena safena del membre inferior. S'extreuen en condicions d'extrema asèpsia i es connecten entre la aorta i l'artèria coronària, per saltar l'obstrucció.

### La via d'abordatge
Per a la realització dels ponts és necessari ingressar al tòrax del pacient. La manera habitual d'abordar-és mitjançant la denominada esternotomia mitjana, que consisteix en l'obertura de l'estèrnum. Aquest mètode és segur i permet al cirurgià treballar en forma còmoda i poder dur a terme procediments complexos. En finalitzar els ponts s'uneix l'estèrnum amb filferro d'acer inoxidable especial per a aquest tipus de cirurgia.
Una altra via d'abordatge-només s'utilitza en casos especials-és la minitoracotomía. Es realitza mitjançant d'una mínima incisió de 10 cm a l'altura del quart espai intercostal esquerre.

### La realització dels ponts o desviacions
Els ponts o desviacions es poden realitzar amb circulació extracorpòria o sense segons la complexitat del procediment i les característiques del pacient.
La cirurgia de desviació amb circulació extracorpòria és la manera habitual de fer aquest procediment. Aquest dispositiu permet detenir el cor per realitzar els ponts amb major facilitat.
El cor és protegit durant el període en què es deté amb substàncies denominades "cardioplègiques", que preserven les cèl·lules cardíaques fins que es reinicia la circulació coronària.
La cirurgia de derivació sense circulació extracorpòria es realitza enlententint la freqüència cardíaca del cor i realitzant els ponts sense que aquest s'aturi. Aquesta metodologia té alguns avantatges però s'empra només en casos menys complexos.
L'artèria mamària es connecta l'extrem inferior a l'artèria descendent anterior, mitjançant d'una sutura amb fils especials.
L'artèria radial ha de ser suturada o cosida en els seus dos extrems, un en l'artèria aorta i una altra en l'artèria coronària obstruïda.
El pont venós, es col·loca en els dos extrems igual que l'artèria radial.
Un cop conclosos els ponts, es reinicia l'activitat del cor, augmentant la seva temperatura i aplicant una petita descàrrega elèctrica.

### La recuperació
Després de la cirurgia, la recuperació té lloc a les següents àrees:
primeres 24 hores: en recuperació cardiovascular.
2º i 3r dia: a la unitat de cures intensives telemétricos.
4 i 5º dia: en cures intermèdies.
En general, l'alta hospitalària es produeix a partir del 6º dia. Sent ja només requerida la revisió del pacient una vegada cada 5 anys.

### Beneficis
La cirurgia de derivació ha demostrat els següents beneficis:
Millora de la qualitat de vida: en la majoria dels pacients desapareixen els símptomes. Pot reiniciar la seva activitat plenament. S'aconsella en cas de no existir contraindicació, una rehabilitació cardiovascular en centres especialitzats.
Millora de l'expectativa de vida: La cirurgia de desviació demostrar que pot perllongar la vida per d sobre el tractament mèdic en els pacients amb indicació quirúrgica. Importants estudis amb sèries nombrosos pacients com l'estudi Europeu, el CASS i l'estudi de veterans dels EUA confirmen aquest fet.
És important remarcar que la cirurgia de desviació no cura l'ateroesclerosi coronària, només és un procediment pal·liatiu. Per això el control dels factors de risc és fonamental per a l'èxit de la cirurgia al llarg dels anys i per aturar la progressió de la malaltia.